# Николай Подгоров
Никола Георгиев Подгоров е български офицер, генерал-майор, командир на 2-ри конен полк (1928 – 1931), началник-щаб на кавалерийската инспекция (1931 – 1932), командир на 4-та конна бригада (1932 – 1934) и инспектор на конницата (1935 – 1936).

## Биография
Никола Подгоров е роден на 6 май 1887 г. в София. Произхожда от видната фамилия Унтерберг-Подгорови от страна на баща си и на Христо Йовевич от страна на майка си. Дядо му Антон Унтерберг, роден в Лвов, е първият лекар с европейска диплома в Самоков и собственик на първата стъкларска фабрика в Самоков. Баща му Георги Унтерберг е дългогодишен директор на БДЖ. Никола Унтерберг променя фамилията си на Подгоров (буквален превод от немски на Унтерберг).
През 1908 г. завършва Военното училище в София и на 11 февруари е произведен в чин подпоручик. На 27 септември 1911 г. е произведен в чин поручик По време на Балканските войни служи в 5-и конен полк. От 1916 г. е адютант на първа конна дивизия, като на 1 март 1916 г. е произведен в чин капитан.
След войните на 1 април 1919 г. е произведен в чин майор. Служи в Лейбгвардейския конен полк, помощник-инспектор на конницата и адютант на 1-ва военно-инспекционна област. От 6 май 1923 г. е подполковник. От август 1928 до 1931 г. е командир на 2-ри конен полк], като на 3 септември 1928 г. е произведен в чин полковник. От 1931 до 1932 г. е началник-щаб на Кавалерийската инспекция. Между 1932 и 1934 г. е командир на четвърта конна бригада. През 1934 г. е назначен за началник на Кавалерийската школа, след което от 1935 г. е инспектор на конницата. На 6 май 1936 г. е произведен в чин генерал-майор и по-късно същата година е уволнен от служба. От 1940 до 1957 г. е дарител на Самоковския музей. Пише редица книги като „Под разветия щандарт“ (1935), „Ловни разкази“ (1940), „Кавалерийски разкази“ (1940).
Никола Подгоров е женен и има 2 деца.
Генерал-майор Никола Подгоров Умира през 1983 г. в София.

## Военни звания
- Подпоручик (11 февруари 1908)
- Поручик (27 септември 1911)
- Капитан (1 март 1916)
- Майор (1 април 1919)
- Подполковник (6 май 1923)
- Полковник (3 септември 1928)
- Генерал-майор (6 май 1936)